# Heinkel P.1079
Die Heinkel P.1079 war ein Nachtjäger-Entwurf der Ernst Heinkel Flugzeugwerke aus der Schlussphase des Zweiten Weltkriegs. Aufgrund des Kriegsendes wurde kein Exemplar gebaut.

## Entwurfsgeschichte
Das Projekt 1079 ist einer der letzten Entwürfe, die bei Heinkel vor Kriegsende entstanden. Der Entwurf war eine Reaktion auf die Forderung des Reichsluftfahrtministeriums (RLM), einen modernen Nachtjäger zu schaffen. Im Rahmen der Richtlinie 12376/45 gab das RLM am 27. Januar 1945 folgende technische Forderungen heraus:
- Geschwindigkeit von 900 km/h in 9000 m Flughöhe
- Gesamtflugdauer von vier Stunden
- ausschließlich Offensivbewaffnung mit vier Maschinenwaffen
- Ausrüstung mit dem FuG 244 „Bremen“
- zwei Besatzungsmitglieder.

An dieser Ausschreibung nahmen neben Heinkel die Firmen Arado, Blohm & Voss und Messerschmitt teil. Heinkel verfügte bereits über Erfahrungen auf diesem Gebiet, da es mit der Heinkel He 219 das erste explizit als Nachtjäger entworfene deutsche Flugzeug gebaut hatte.
Das Projekt 1079 wurde im April kurz vor dem Einrücken alliierter Truppen im Heinkel-Werk am Flughafen Schwechat-Heidfeld von Dipl.-Ing. Siegfried Günter und seinen Mitarbeitern Walter Hohbach und Gerhard Eichner konstruiert. Die Projektunterlagen wurden anschließend an die Air Technical Intelligence der USAAF übergeben, die im Rahmen der Operation LUSTY technische Ausrüstung und Entwürfe der Deutschen sicherte und auswertete. Nach Kriegsende wurde Günter in Landsberg am Lech mit der Zusammenfassung seiner Tätigkeiten beschäftigt, wofür er auch das Projekt 1079 weiter ausarbeitete. Die Messungen und Berechnungen zum Entwurf datieren auf den 11. August 1945, das Projekt wurde also erst nach Kriegsende konzipiert.

## Konstruktion
Das P.1079 wurde als freitragender Mitteldecker entworfen, bei dem besonderer Wert auf günstige Aerodynamik gelegt wurde. Der Rumpf sollte einer zweiköpfigen, Rücken an Rücken sitzenden Besatzung Platz bieten. Im Bug sollte außerdem das Funkmessgerät FuG 244 „Bremen“, eine Weiterentwicklung des FuG 240 „Berlin“, untergebracht werden. Dieses speziell für die Nachtjagd entwickelte aktive Radargerät mit einer Reichweite von 5 km befand sich bei Kriegsende in Erprobung. Der Antrieb sollte durch zwei Strahltriebwerke vom Typ Heinkel HeS 011 erfolgen, die aus Kraftstoffbehältern im Rumpf sowie den inneren Tragflächen gespeist werden sollten. Die geplante Integration der Triebwerke in die Tragflächenwurzeln hätte eine spezielle Holmkonstruktion erfordert. Die Tragflächen wiesen, ebenso wie das V-Leitwerk, eine Pfeilung von 45° auf. Das Fahrwerk mit einer Spurbreite von 2,60 m war als Bugradfahrwerk ausgelegt. Das Bugrad sollte um 90° gedreht flachliegend in der Bugkanzel Platz finden, während das Hauptfahrwerk um 180° gedreht nach vorne in den Rumpf eingezogen werden sollte. Als Bewaffnung waren vier Rheinmetall-Borsig MK 108 an der Unterseite des Rumpfbugs sowie zwei Mauser MG 151/20 in den Tragflächenwurzeln vorgesehen.

## Einordnung
Gemessen an anderen Strahlflugzeugen und Entwürfen des Zweiten Weltkriegs erscheint die Aerodynamik des P.1079 bemerkenswert. So sind die Triebwerke nicht in freihängenden Triebswerkgondeln untergebracht, sondern widerstandsarm in die Tragflächenwurzeln integriert, anders als bei der Messerschmitt Me 262 oder Arado Ar 234. Auch die starke Pfeilung der Tragflächen und des Leitwerks war für die damalige Zeit fortschrittlich. Das Leitwerk in V-Form war noch kaum erforscht und findet bis heute selten im militärischen Bereich Verwendung, so z. B. bei der F-117. Mit einer geplanten Höchstgeschwindigkeit von über 980 km/h und einer Flugdauer von 2,7 Stunden hätte das P.1079 die Leistungen der Me 262 als fortschrittlichstem Jagdflugzeug der Luftwaffe deutlich übertroffen. Die schwere Bewaffnung mit vier 30-mm- und zwei 20-mm-Maschinenkanonen hätte eine effektive Bekämpfung auch der schweren alliierten Kampfflugzeuge wie der Boeing B-17 oder der Avro Lancaster ermöglicht, die den deutschen Standardjägern Messerschmitt Bf 109 und Focke-Wulf Fw 190 in der Endphase des Krieges große Schwierigkeiten bereitete.
Unterm Strich kann das P.1079 als Schlusspunkt der Heinkel-Entwürfe für Nachtjäger im Zweiten Weltkrieg gesehen werden. Mit der günstigen Aerodynamik, den damals leistungsfähigsten Triebwerken, dem modernen Radargerät und der schweren Bewaffnung wurden alle wesentlichen Erkenntnisse und Entwicklungen der letzten Kriegsjahre berücksichtigt, was das Projekt zu einem sehr fortschrittlichen Entwurf machte. Auf den Kriegsverlauf konnte der Entwurf keinen Einfluss nehmen.

## Technische Daten
| Kenngröße                | Daten                            |
| ------------------------ | -------------------------------- |
| Einsatzzweck             | Nachtjäger                       |
| Besatzung                | 2                                |
| Länge                    | 14,05 m                          |
| Spannweite               | 13,00 m                          |
| Flügelfläche             | 35 m²                            |
| Flügelstreckung          | 4,8                              |
| Flächenbelastung         | 333 kg/m²                        |
| Höchstgeschwindigkeit    | >980 km/h                        |
| Flugdauer                | 2,7 h                            |
| Triebwerke               | 2 × HeS 011 mit je 1300 kg Schub |
| Bewaffnung               | 4 × MK 108, 2 × MG 151/20        |
| elektronische Ausrüstung | FuG 244 „Bremen“                 |